# Нгуен Ван Тхьеу
Нгуен Ван Тхьеу, также Тхиеу (вьет. Nguyễn Văn Thiệu, 5 апреля 1923 — 29 сентября 2001) — военный деятель и один из президентов Республики Вьетнам (Южный Вьетнам).
Как в российских, так и в зарубежных источниках нередко упоминается просто как Тхьеу, что не совсем официально: Тхьеу — не фамилия, а компонент имени.

## Биография
По вероисповеданию был католиком. Сын мелкого землевладельца. В юности вступил в антиколониальное движение Вьетминь, которое возглавлял Хо Ши Мин, однако по мере того, как последний начал ориентироваться на СССР и коммунистическую форму правления, порвал с движением.
В 1949 г. окончил военную академию в Хюэ — столице так называемого Государства Вьетнам, которое фактически провозгласили французские колонизаторы, однако формальным правителем которого был император Бао Дай, и получил звание 2-го лейтенанта. К моменту вывода французских войск (1955), когда была образована Республика Вьетнам, более известная как «Южный Вьетнам», имел звание подполковника.
Был формальным главой государства при правлении премьер-министра Нгуен Као Ки в 1965—1967 гг. На президентских выборах 3 сентября 1967 года получил 38 % голосов и был избран президентом. Находился в этой должности до 1975 г. и покинул страну за несколько дней до того, как перспектива падения Сайгона под ударами войск Северного Вьетнама стала очевидной.
Режим Тхьеу обвиняли в том, что он был более коррумпированным, чем режим его предшественника. Тхьеу создал собственную политическую партию, сосредоточил власть в своих руках и урезал полномочия конгресса страны. В 1971 состоялись новые выборы президента, однако оппоненты отказались в них участвовать, и Тхьеу был избран без альтернативных кандидатов.
27 января 1973 года было подписано Парижское мирное соглашение, по которому американские войска покидали Вьетнам, 29 марта того же года США завершили вывод своих войск из Южного Вьетнама. В марте 1975 года северовьетнамские войска возобновили атаки на Республику Вьетнам, одерживая победы на всех фронтах и приближаясь к Сайгону. Тхьеу обратился за обещанной помощью к США, попросив, в частности, в рамках данных соглашений выделить 500 млн долларов, однако Конгресс США отказался предоставлять помощь (договоренность о помощи в случае атаки Вьетконга была достигнута с предыдущем президентом США Никсоном, который к 1975 году уже ушел в отставку из-за Уотергейтского скандала и не мог повлиять на решение конгресса).
По мере продвижения северовьетнамских войск из страны стали бежать высокопоставленные военачальники; кампания была проиграна. 21 апреля 1975 Тхьеу передал свои полномочия вице-президенту Чан Ван Хыонгу и бежал из страны на Тайвань. 30 апреля 1975 последовала безоговорочная капитуляция Республики Вьетнам.

## Жизнь в эмиграции
С Тайваня Тхьеу переехал в Великобританию, где жил в графстве Суррей и в Лондоне, затем — в США, г. Ньютон, штат Массачусетс, где умер в 2001.

## Награды
- Орден Гибискуса (1969)[3]

## Цитаты
- «Не слушайте, что говорят коммунисты — смотрите, что они творят» (вьет. Đừng nghe những gì Cộng sản nói, mà hãy nhìn kỷ những gì Cộng sản làm![4]).
- «Но американцы не сдержали своё слово. Можно ли в наши дни полагаться на американское слово?»
- «Потеряв президента Тхьеу, военные всё ещё имеют трёхзвёздного генерала Тхьеу. У людей всё ещё есть солдат Нгуен Ван Тхьеу. Я клянусь сражаться рядом с моими братьями — солдатами».
- «Американцы, вы убегаете и заставляете нас делать работу, с которой вы не справились».
- «Они ударили себе в спину… гм… нам в спину» (оговорка во время интервью).

### Комментарии
1. ↑  С другой стороны, фамилия Нгуен настолько распространена во Вьетнаме, что упоминание вьетнамца по одной только фамилии также неверно.